# Papyrus 10
Papyrus 10 (volgens de nummering van Gregory-Aland, of {\displaystyle {\mathfrak {P}}^{10}}, is een oude kopie van het Griekse Nieuwe Testament.

## Beschrijving
Het is een handschrift op papyrus van Brief van Paulus aan de Romeinen (1,1-7) in het Grieks; op grond van het schrifttype wordt het gedateerd in de vroege 4e eeuw.
Het handschrift bevindt zich in het Harvard-universiteit (Semitic Museum Inv. 2218) in Cambridge (Massachusetts).

## Tekst
De codex is een representant van de Alexandrijnse tekst. Kurt Aland plaatste de codex in Categorie I.